# Post Mortem Nihil Est
Albums de Dagoba
Poseidon Tales of The Black Dawn
Singles
1. I, Reptile
Sortie : 28 mai 2013
2. The Great Wonder
Sortie : 31 mai 2013
3. Yes We Die
Sortie : 21 février 2014

Post Mortem Nihil Est est le cinquième album du groupe de metal français Dagoba, il est sorti le 27 mai 2013.
Il s'agit du premier album avec Yves "Z" Terzibachian à la guitare, à la suite du départ de Izakar. C'est également le premier album du groupe sur le label Verycords.

## Liste des titres
1. When Winter... - 5:33
2. The Realm Black  - 6:18
3. I, Reptile - 5:04
4. Yes We Die - 4:40
5. Kiss Me Kraken - 4:23
6. Nevada - 1:42
7. The Great Wonder - 4:45
8. The Day After The Apocalypse - 5:21
9. Son Of A Ghost - 5:01
10. Oblivion Is For The Living - 4:28
11. By The Sword - 3:38

## Crédits
- Shawter — chant
- Werther — basse
- Franky Costanza — batterie
- Yves "Z" Terzibachian — guitare